# USS Caiman (SS-323)
El USS Caiman (SS-323) fue un submarino clase Balao de la Armada de los Estados Unidos que combatió en la guerra del Pacífico y por su desempeño recibió la insignia de combate y dos estrellas de combate. Luego, fue transferido a Turquía y renombrado TCG Dumlupinar (S-339).

## Construcción y características
La construcción de este submarino clase Balao fue ordenada el 6 de junio de 1942 al Electric Boat Co. en Groton, Connecticut. La puesta de quilla fue el 1 de octubre de 1943 y la botadura el 30 de marzo de 1944. Fue puesto en servicio con la Armada de los Estados Unidos el 17 de julio de 1944.
El submarino, perteneciente a la clase Balao, desplazaba 1840 t en superficie y 2440 t sumergido. Combinaba esto con una eslora de 93,2 m, una manga de 8,2 m y un calado de 5,2 m. Su sistema de propulsión diésel-eléctrico se componía por tres motores diésel y dos motores eléctricos, que permitían al buque alcanzar los 18 nudos en superficie, y 15 nudos sumergido. El armamento del submarino era un total de 10 tubos lanzatorpedos de calibre 533 mm.

## Servicio
El USS Caiman recaló en la Submarine Base Pearl Harbor el 1 de octubre de 1944 y, el 13 de noviembre siguiente, partió en su primera patrulla. El submarino recibió la insignia de combate y dos estrellas de combate.
En 1951, fue modificado bajo el programa Guppy.
El buque fue retirado del registro naval estadounidense el 30 de junio de 1972. El 24 de agosto, fue entregado a la Armada de Turquía, que lo bautizó «TCG Dumlupinar (S-339)».
Fue retirado el 6 de febrero de 1986.